# E10 (bränsle)
E10 är ett bränsle som består av högst 10 procent etanol och minst 90 procent bensin. 

## Allmänt
Nyare bensinmotorer i Sverige ska sedan 2010 enligt lag  klara en inblandning av etanol på minst 10 procent, medan det tidigare kravet var E5 (bränsle). Vissa äldre motorer kan ha packningar, slangar och liknande som inte tål så hög andel av etanol.[källa behövs] Undersökningar i Tyskland har dock visat att 99 % av de bensindrivna bilar som är i trafik kan använda E10[källa behövs]. Ett problem när man byter till bränsle med högre etanolinblandning är att etanolen kan lösa upp vissa föroreningar i bränsletanken och sätta igen bränslesystemet[källa behövs]. 
Det lägre energiinnehållet i etanol gör att bränsleförbrukningen blir något högre vid högre etanolinblandning. En viss volym E10 (bensin med 10% etanolinnehåll) ger 1,8% lägre energi (mätt i kJ/kg) än samma volym E5 (med 5 % etanol), och 4 % lägre energi än 0 % etanolinnehåll. Delvis kan detta kompenseras av att höjt etanolinnehåll ger aningen högre oktantal. Räckvidden per liter bränsle minskar därmed med cirka 1 % med E10 jämfört med E5. 
Enligt vissa rapporter minskar miljönyttan av etanol till följd av vad som kallas ILUC (Indirect land-use change)[källa behövs].

### Sverige
I Sverige infördes 2017 reduktionsplikt av fordonsbränsle, som innebär att biodrivmedel som blandas i bensin, diesel och flygfotogen successivt ska ökas fram till år 2030. Vad gäller bensin krävs sedan den 1 augusti 2021 att all blyfri 95-oktanig bensin E10 (med mellan 6 och 10 volymprocent etanol), då andelen etanol ökades från E5. För varje år ska andelen etanol stegvis ökas till 28 procent år 2030. 
I början och mitten av 1990-talet sålde vissa bränslekedjor också E10. Alla nya bensinbilar som köpts i Sverige sedan 2011 och många äldre bensinbilar ska hantera E10, eftersom EU:s bränslekvalitetsdirektivet (direktiv 2009/30/EG) införlivades i Sveriges lag i januari 2011. För övriga bilar finns 98-oktanigt bränsle, vilket innehåller högst 5 procent etanol, ofta mycket mindre. Produktdatabladen för de stora bränslekedjorna har inte klart angett etanolinnehållet i deras 98-oktaniga bensin, men det varierar mellan olika platser.